# Смольно (Поморське воєводство)
Смольно (пол. Smolno, нім. Schmolln) — село в Польщі, у гміні Пуцьк Пуцького повіту Поморського воєводства.
Населення — 894 особи (2011).
У 1975-1998 роках село належало до Гданського воєводства.

## Демографія
Демографічна структура станом на 31 березня 2011 року:
|          | Загалом | Допрацездатний вік | Працездатний вік | Постпрацездатний вік |
| -------- | ------- | ------------------ | ---------------- | -------------------- |
| Чоловіки | 454     | 147                | 279              | 28                   |
| Жінки    | 440     | 109                | 264              | 67                   |
| Разом    | 894     | 256                | 543              | 95                   |